# Änew
Änew è una città sita in Turkmenistan, nella provincia di Ahal, della quale è stata capoluogo fino al 20 dicembre 2022; è appena a 8 km a sud est della capitale Ashgabat.

## Storia
Il toponimo deriva dal persiano ab-i nau (آب نو) che starebbe a significare "acqua nuova"; esistono tracce dell'insediamento che fanno risalire la sua origine al 3000 a.C.